# Angerona mongoligena
Angerona mongoligena là một loài bướm đêm trong họ Geometridae.